# شاکیه مونی
شاکیه مونی (سانسکریت: धर्म काय)، دارماکایا یکی از سه‌کالبد بودا در بودیسم مهایانه است. دارماکایا جنبه آشکار و «غیرقابل تصور» (acintya) بودا را تشکیل می‌دهد که بوداها از آن سرچشمه می‌گیرند و پس از انحلال به آن بازمی‌گردند. بوداهای مظاهر دارماکایا به نام نیرماناکایا، «بدن دگرگونی» هستند.